# Battaglia di Acosta Ñu
La battaglia di Acosta Ñu o battaglia di Campo Grande fu un evento bellico combattuto durante la guerra della Triplice Alleanza tra l'esercito paraguaiano e le forze della "Triplice Alleanza" (Brasile, Argentina e Uruguay); il 16 agosto 1869 nei pressi della località di Barrero Grande l'esercito alleato, comandato da Gastone d'Orleans, intercettò la colonna di retroguardia dell'esercito paraguaiano al comando di Bernardino Caballero, formata da alcuni veterani e 3 500 bambini o adolescenti, annientandola.

## Contesto storico
Dopo la caduta della fortezza fluviale di Humaitá e il conseguente abbandono di Asunción nel 1868 il presidente paraguaiano Francisco Solano López ordinò al proprio esercito di marciare verso est, in una zona collinare caratterizzata da stretti passaggi e paludi difficili da guadare. Tra il 21 e il 26 dicembre 1868 nella battaglia di Lomas Valentinas gli alleati riuscirono ad assestare una vittoria decisiva, sbaragliando le forze paraguaiane che, da quella data in avanti, dovettero limitarsi ad una lunga ritirata contraddistinta da disperati scontri di retroguardia.
Il 22 marzo 1869 fu nominato al comando dell'esercito alleato Gastone d'Orleans, Conte d'Eu, genero dell'imperatore del Brasile Pedro II; questi condusse la vittoriosa battaglia di Piribebuy approfittando di una ormai manifesta superiorità numerica e di armamento, ordinando per rappresaglia al termine del conflitto un feroce massacro.

## La battaglia
Dopo la sconfitta di Piribebuy Solano López formò con ciò che restava delle sue truppe due divisioni: una d'avanguardia al comando del generale Francisco Isidoro Resquín e una di retroguardia guidata da Bernardino Caballero. In questa era presente un solo battaglione di veterani; il resto delle forze era composto da anziani e adolescenti, spesso truccati con barbe finte affinché il nemico li scambiasse per adulti e ingaggiasse battaglia con loro.
La mattina del 16 agosto 1869 l'esercito alleato intercettò la retroguardia paraguaiana nei pressi della località di Barrero Grande, in una pianura chiamata Acosta Ñu (o anche Campo Grande in castigliano). Caballero si trovò a dover fronteggiare un esercito di 20 000 uomini, conscio del fatto che l'unica sua possibilità di sopravvivenza sarebbe stata quella di ritirarsi nei vicini boschi di Caraguatay; riuscì ad attraversare il torrente Yuquerí e a piazzare l'artiglieria, respingendo due cariche di fanteria degli avversari. All'arrivo sul campo di battaglia di una seconda colonna nemica il battaglione di veterani, il reparto più importante della difesa paraguaiana, cedette. Il generale dispose la formazione di un quadrato e resistette fino a che poté; alla fine riuscì a sottrarsi con pochi sopravvissuti al massacro in atto.

## Conseguenze
Intervenuta quando ormai le sorti del conflitto erano ormai segnate e il Paraguay un paese completamente dissanguato, la battaglia di Acosta Ñu fu l'ultimo conflitto di grandi dimensioni della guerra della Triplice Alleanza. Rifiutando la resa Francisco Solano López continuò la sua fuga fino all'ultimo fatale scontro sul Cerro Corá il 1º marzo 1870.
La battaglia si risolse in un massacro che non risparmiò la vita di migliaia di bambini e adolescenti; in onore ad essi il 16 agosto si commemora in Paraguay la "giornata del bambino".